# بسترزمین
بسترزمین (به انگلیسی: groundbed) آرایه‌ای از الکترودها است که در زمین نصب می‌شوند تا مسیر الکتریکی با مقاومت کم را به زمین یا اِرت ارائه دهند. بسترزمین یکی از اجزای سامانه ارتینگ است.
هر الکترود را میله زمین یا الکترود اِرت می‌نامند.

## سامانه‌های اتصال به زمین (زمین‌ساز)
برای ساخت سامانه‌های اتصال به زمین (زمین‌ساز) یا سامانه‌های ارتینگ، یک رسانا با مقاومت کم وجود دارد که اجسام فلزی را به هم متصل می‌کند و به یک بسترزمین متصل می‌شود. الکترودهای اتصال به زمین الکتریکی اغلب میله‌های زمین نامیده می‌شوند و اغلب از فولاد با سطح مسی ساخته می‌شوند - معمولاً ۱ تا ۲. متر طول و ۲۰ میلیمتر (۰٫۷۹ اینچ) در قطر. اینها به صورت عمودی به داخل زمین هدایت می‌شوند و با سیم مسی لختی به یکدیگر متصل می‌شوند. سایر الکترودهای زمین ممکن است شامل صفحات جامد مدفون یا شبکه ای از سیم‌های مدفون باشد جایی‌که شرایط خاک به نفع میله‌های زمین فرو شده نمی‌باشد. سیستم‌های لوله‌کشی فلزی مدفون، روکش‌های چاه یا میله‌های مستحکم‌ساز دال‌های بتنی در تماس با زمین، همگی به‌عنوان الکترود اتصال به زمین استفاده می‌شوند.

## تهویه خاک
برای بهبود رسانایی ممکن است مواد مختلفی در اطراف میله زمین قرار داده شود. این موارد عبارتند از:
- زمین اوفر
- خاک‌رُس بنتونیت
- مارکونیت

## حفاظت کاتدی
در حفاظت کاتدی، بسترزمین آند است چیدمان آندها در زمین یا آب است و مسیر خروج جریان محافظ از آندها و ورود به الکترولیت را فراهم می‌کند.

## سامانه‌های جریان مستقیم ولتاژ بالا
در یک سامانه انتقال جریان مستقیم ولتاژ بالا (اچ‌وی‌دی‌سی)، هر ایستگاه مبدل ممکن است به یک بسترزمینی قابل‌توجه برای تسهیل عملیات برگشت زمین این سامانه مجهز شود. در عملکرد عادی یک سامانهٔ دوقطبی اچ‌وی‌دی‌سی، جریان بر روی دو سیم خط انتقال جریان دارد، اما اگر یک خط از کار بیفتد یا یک مبدل از کار بیفتد، می‌توان از برگشت زمین برای حفظ عملکرد جزئی استفاده کرد. بسترهای زمینی باید طوری طراحی شوند که جریان قابل‌توجهی (در حد ۱۰۰۰ آمپر) را برای افزایش زمان بدون خشک‌شدن بپذیرند. عملیات برگشت زمینی ممکن است باعث ایجاد جریان‌های غیرقابل‌قبول زمین شود که باعث خوردگی سایر خدمات مدفون مانند خطوط لوله می‌شود. برای به‌دست آوردن بهترین مکان برای یک بستر زمینی، ممکن است یک خط برق هوایی کوتاه از ایستگاه مبدل اجرا شود.